# Robert Lepage
Pour les articles homonymes, voir Lepage.
Robert Lepage est un metteur en scène, scénographe, auteur dramatique, acteur et cinéaste québécois. Salué par la critique internationale, il crée et porte à la scène des œuvres en utilisant les nouvelles technologies.

## Biographie
Robert Lepage est né le 12 décembre 1957 à Québec,

### Études
En 1975, alors âgé de 17 ans, Robert Lepage entre au Conservatoire d'art dramatique de Québec.
En 1978, il suit un stage à Paris, sous la direction d'Alain Knapp. À son retour, il participe à plusieurs créations lors desquelles il cumule les rôles de comédien, d’auteur et de metteur en scène.

### Débuts au théâtre
En 1980, il se joint au Théâtre Repère et fait un passage dans la LNI (Ligue nationale d'improvisation). En 1984, sa pièce Circulations reçoit le prix de la meilleure production canadienne à la Quinzaine internationale de théâtre de Québec. L'année suivante, il crée La Trilogie des dragons, puis les pièces Vinci (1986), Le Polygraphe (1987) et Les Plaques tectoniques (1988).

### Metteur en scène et directeur artistique
De 1989 à 1993, Robert Lepage occupe le poste de directeur artistique au Théâtre français du Centre national des Arts à Ottawa. Parallèlement à cette nouvelle fonction, il poursuit sa démarche artistique en présentant Les Aiguilles et l’Opium (1991), Coriolan, Macbeth, La Tempête (1992) et Le Songe d'une nuit d'été (1992). Cette pièce lui permet de devenir le premier Nord-Américain à diriger une pièce de William Shakespeare au Royal National Theatre de Londres.
En 1993, il met en scène les opéras Le Château de Barbe Bleue et Erwartung lors d'un même programme. La même année, il signe la mise en scène de la tournée mondiale du spectacle de Peter Gabriel, The Secret World Tour.

En 1999, il revient à la scène lyrique en assurant la mise en scène de La Damnation de Faust au Japon puis à Paris et au Metropolitan Opera de New York. Il fait de nouveau équipe avec Peter Gabriel en 2002 en assurant la mise en scène du spectacle Growing Up Live.
Robert Lepage travaille la scène comme un film dont il est réalisateur. Les scènes courtes, se succédant rapidement et entrecoupées par des noirs, renvoient directement au montage cinématographique. Il déplace des scènes entières, modifie l'ordre, remonte des successions de séquences dans des ordres différents, comme s'il s'agissait d'une matière filmée. Dans certains de ses spectacles, l'allusion au cinéma est permanente. Il use de projections de génériques, d'écrans de grandes dimensions, d'acteurs projetés en hologramme...

### Ex Machina

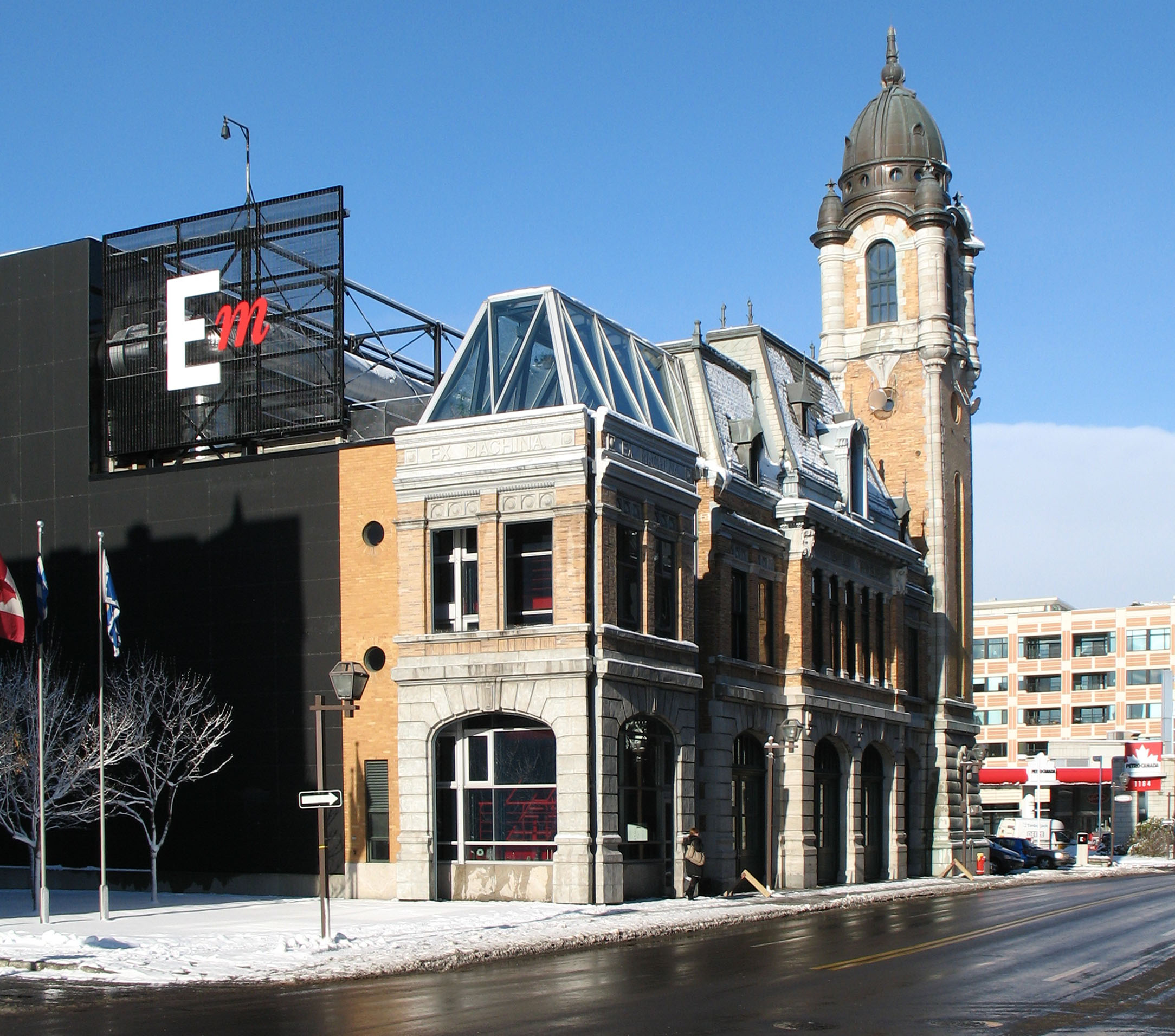
Ex Machina à Québec.

En 1994, Lepage fonde à Québec sa propre compagnie de création multidisciplinaire : Ex Machina. Sa nouvelle équipe et lui présentent : Les Sept Branches de la rivière Ôta (1994), Le Songe d'une nuit d'été (1995) et un spectacle solo, Elseneur (1995).
C’est sous son impulsion que le centre de production pluridisciplinaire La Caserne voit le jour en juin 1997, à Québec. Dans ces nouveaux locaux, il crée La Géométrie des miracles (1998), Zulu Time (1999), La Face cachée de la Lune (2000) et La Casa Azul (2001), une nouvelle version de La Trilogie des dragons avec de nouveaux acteurs (2003), The Busker’s Opera (2004), Le Projet Andersen (2005), Lipsynch (2007), Le Dragon bleu (2008) et Éonnagata (2009).
Le projet Jeux de cartes (2012) se décline en quatre spectacles, PIQUE, CŒUR, CARREAU et TRÈFLE, explorant chacun un univers inspiré de l’atout qui le représente. PIQUE a pris l’affiche à Madrid en mai 2012. CŒUR a été créé à l’automne 2013, tout comme Les Aiguilles et l’opium.
Il produit, en collaboration avec Betty Bonifassi, le spectacle musical SLÀV présenté lors du Festival de jazz de Montréal en juillet 2018. Cette œuvre, qui ne met en scène que des femmes, a pour sujet l'esclavage. Avec seulement deux artistes sur scène, issues de la communauté noire, elle fut décriée et perçue par certains comme « une réappropriation de la culture noire, voire une démarche raciste » . Le spectacle a été annulé après trois représentations par le Festival international de jazz de Montréal à la suite de la triple fracture à la cheville de la chanteuse principale Betty Bonifassi et pour « des raisons de sécurité »,.
Quelques semaines plus tard, une autre production de Robert Lepage est sujet à la controverse lorsque plusieurs personnes issues de la communauté autochtone déplorent qu'aucun membre des Premières Nations ne fait partie de la distribution du spectacle Kanata, qui met en scène l'histoire du Canada d'un point de vue amérindien. Cette production théâtrale devait prendre l'affiche au Théâtre du Soleil à Paris au mois de décembre 2018. Le spectacle a été annulé à la suite de l'annonce du retrait de certains coproducteurs nord-américains, qui devaient ensuite présenter ce spectacle pour être remis sur les rails quelques semaines plus tard. Dans une version largement remaniée et incluant la controverse elle-même, la première parisienne a fait salle comble le 15 décembre 2018 à la Cartoucherie. Les discussions avec des autochtones à la suite de la polémique provoquée par l’absence de comédiens et comédiennes autochtones auraient été fructueuses. Les groupes autochtones finissent par soutenir le projet.
En mars 2025, par le biais d'une infolettre envoyé aux abonnés du Diamant, la boite de production annonce qu'une nouvelle production comptant 15 interprètes sera révélée en avril 2025.

### Cinéma
En 1994, Lepage scénarise et réalise son premier long métrage, Le Confessionnal, présenté l’année suivante à la Quinzaine des réalisateurs du Festival de Cannes. Deux ans plus tard, il réalise Le Polygraphe. En 1997, il signe Nô, pour lequel il fait de nouveau appel à son actrice-fétiche, Anne-Marie Cadieux, pour camper le rôle principal. En 2000, il réalise son premier film en langue anglaise, Possible Worlds (en français : Mondes possibles). En 2003, il adapte pour le cinéma sa pièce La Face cachée de la Lune, sans doute son œuvre la plus connue internationalement. En 2013, il coréalise Triptyque avec Pedro Pires, une adaptation cinématographique de sa pièce Lipsynch.

### Acteur
Robert Lepage joue parfois au cinéma. Dans La Face cachée de la Lune (2003), une adaptation de sa pièce à succès qu'il porte lui-même à l'écran, il campe les deux personnages principaux. Il tient également des rôles dans deux films de Denys Arcand : Jésus de Montréal (1989) et Stardom (2001). Il apparaît dans Ding et Dong : le film (1990) d'Alain Chartrand, Montréal vu par... (segment Desperanto de Patricia Rozema, 1991), Tectonic Plates (1992) de Peter Mettler, Viper (1994) de Tibor Takács, L'Audition (2005) de Luc Picard, No-Vacancy (2006) de Gaël G.J. d'Ynglemare, Dans les villes (2006) de Catherine Martin et La Belle Empoisonneuse (2007) de Richard Jutras. On le retrouve également dans le second tome du photo-roman revisité Mars et Avril de Martin Villeneuve (éd. de la Pastèque, 2006), dont il signe la préface et dans lequel il prête ses traits au cosmologue Eugène Spaak. Il reprend ce rôle dans l'adaptation cinématographique du même titre, sorti à l'automne 2012,. Il incarne l'oncle Rodolphe dans Pieds nus dans l'aube, un film réalisé par Francis Leclerc dont le scénario a été coécrit avec le conteur Fred Pellerin, une adaptation libre du roman éponyme de Félix Leclerc. En 2022, Robert Lepage revient au cinéma dans Les 12 travaux d'Imelda, un long métrage de Martin Villeneuve dans lequel il incarne le père de Martin et Denis Villeneuve, un notaire, aux côtés de Ginette Reno et Michel Barrette. En janvier 2023 sur les planches du Diamant, il reprend le rôle du Marquis de Sade dans Quills, présenté au Trident en 2016.

### Autres projets
Il collabore avec le Cirque du Soleil en assumant la conception et la mise en scène de Kà (2005), un spectacle permanent à Las Vegas, et Totem (2010), un spectacle sous grand chapiteau qui effectue une tournée mondiale.
En 2008, dans le cadre des festivités entourant le 400e anniversaire de la ville de Québec, Robert Lepage et Ex Machina créent Le Moulin à images : une immense projection sur les silos à grains de la Bunge, au bassin Louise du port de Québec.
En 2009, Aurora Borealis, un éclairage permanent qui s’inspire des véritables couleurs des aurores boréales est créé sur le même site.
Il compte également parmi ses réalisations à l’opéra : 1984 de Lorin Maazel d'après le roman de George Orwell (2005), The Rake’s Progress (2007) et Le Rossignol de Stravinsky présenté en grande première à la Canadian Opera Company de Toronto (2009), au Festival d’Aix-en-Provence et à l’Opéra de Lyon (2010).
En 2011, est créée l’installation FRAGMENTATION, à partir de trois scènes extraites de la pièce Lipsynch adaptées par Richard Castelli (en) et Volker Kuchelmeister, pour être diffusée dans le système ReACTOR conçu par Sarah Kenderdine et Jeffrey Shaw. La structure hexagonale du dispositif permet de visualiser six scènes en stéréoscopie, sous différents angles.
Das Rheingold, prologue de Der Ring des Nibelungen de Wagner, est créé en septembre 2010 au Metropolitan Opera ; le cycle complet s’étale sur les saisons 2010-11 et 2011-12. Sa mise en scène de The Tempest, de Thomas Adès, selon le livret de Meredith Oakes et tiré de la pièce éponyme de William Shakespeare, prend l’affiche à Québec dans le cadre du Festival d'opéra de Québec, ainsi qu'à New York en 2012. Toujours pour le Festival d'opéra de Québec, c'est sa mise en scène de la Damnation de Faust qui prend l'affiche au Grand Théâtre de Québec en 2013.
À partir du 27 octobre 2015, Robert Lepage présente l'exposition La bibliothèque, la nuit, conçue en partenariat avec sa compagnie de création Ex Machina, d'après une idée originale de Bibliothèque et Archives nationales du Québec. L'exposition est inspirée du roman d'Alberto Manguel. Elle est présentée à la Grande Bibliothèque jusqu'au 28 août 2016. En mai 2017, le dispositif est repris à la Bibliothèque nationale de France et, en 2019, représenté dans une version allégée à la Bibliothèque humaniste de Sélestat.
En 2015 sort le film documentaire Hôtel La Louisiane du réalisateur québécois Michel La Veaux. Robert Lepage y intervient et parle de ses nombreux séjours passés à écrire. Pour lui, l'Hôtel La Louisiane a été une source d'inspiration pour ses créations théâtrales.

## Prix Europe pour le théâtre - Premio Europa per il Teatro
En 2007, Robert Lepage reçoit le XIe Prix Europe pour le théâtre, à Thessalonique. L'organisation du prix a déclaré :

« Le metteur en scène québécois Robert Lepage, même s’il n’est pas européen, a exercé et continue d’exercer une influence considérable sur le théâtre du vieux continent, en contribuant à en renouveler la langue et en travaillant le plus souvent avec des acteurs européens et un répertoire, des sensibilités et un regard que l’on peut définir européens. Le choix de Lepage, comme à l’époque celui de l’américain Robert Wilson, doit être considéré en premier lieu dans le cadre d’une politique culturelle qui, comme le prévoit le règlement du Prix concordé avec la Commission Européenne en 1986, a pour objectif de remettre des prix à « la personnalité ou institution théâtrale ayant contribué à la réalisation d’événements culturels déterminants pour la compréhension et la connaissance entre les peuples. »

— Prix Europe pour le Théâtre - XIe Edition - premio

## Œuvres

### Filmographie

#### Au cinéma

##### Réalisateur
- 1995 : Le Confessionnal
- 1996 : Le Polygraphe
- 1997 : Nô
- 2000 : Mondes possibles (V.F. de Possible Worlds)
- 2003 : La Face cachée de la Lune
- 2013 : Triptyque[15] (co-réalisateur avec Pedro Pires)
- 2014 : Michelle, court métrage (co-réalisateur avec Pedro Pires)
- 2014 : Marie, court métrage (co-réalisateur avec Pedro Pires)
- 2014 : Thomas, court métrage (co-réalisateur avec Pedro Pires)

##### Scénariste
- 1995 : Le Confessionnal
- 1996 : Le Polygraphe
- 1997 : Nô
- 2003 : La Face cachée de la Lune

##### Acteur
- 1988 : Jésus de Montréal : René
- 1990 : Ding et Dong, le film : Pharus
- 1992 : Tectonic Plates  : Jacques/Jennifer
- 1992 : Montréal vu par… (segment Desperanto)
- 1994 : Viper : tenancier du bar
- 2000 : Stardom (Bruce Taylor)
- 2003 : La Face cachée de la Lune
- 2005 : L'Audition : réalisateur, agence de casting
- 2005 : Les Invincibles : Philippo Owen
- 2005 : Dans les villes : Jean-Luc
- 2006 : No-Vacancy : Éric Millette
- 2007 : La Belle Empoisonneuse de Richard Jutras (réalisateur) : Marc-Antoine, humoriste déprimé
- 2012 : Mars et Avril : Eugène Spaak
- 2015 : La Divine Stratégie (court-métrage) : père Laurent
- 2017 : Pieds nus dans l'aube : oncle Rodolphe
- 2022 : Les 12 travaux d'Imelda : Jean Villeneuve

#### À la télévision

##### Concepteur
- 13 septembre 1992 : Le musée imaginaire, variété réunissant Louis Lortie, Sol et le duo Kashtin[25].

### Théâtrographie

#### Mises en scène
Parfois dramaturge et comédien (voir les précisions)
- 1984 : Circulations (coauteur, metteur en scène, comédien)
- 1985 : Histoires sorties du tiroir (metteur en scène)
- 1985 : Point de fuite (coauteur, metteur en scène, comédien)
- 1985 : À propos de la demoiselle qui pleurait (metteur en scène)
- 1985 : La Trilogie des dragons (coauteur, metteur en scène, comédien)
- 1986 : Comment devenir parfait en trois jours (metteur en scène)
- 1986 : Le Bord extrême (co-metteur en scène)
- 1986 : Vinci (auteur, metteur en scène et comédien)
- 1987 : Pour en finir une fois pour toutes avec Carmen (adaptation du texte, metteur en scène)
- 1987 : En pleine nuit une sirène (coauteur, metteur en scène, comédien)
- 1987 : Le Polygraphe (coauteur, metteur en scène, comédien)
- 1988 : Le Songe d'une nuit d'été (metteur en scène)
- 1988 : Les Plaques tectoniques (coauteur, metteur en scène)
- 1989 : C'est ce soir qu'on saoule Sophie Saucier (metteur en scène)
- 1989 : Mère Courage et ses enfants (metteur en scène)
- 1989 : Écho (metteur en scène)
- 1989 : La Vie de Galilée (metteur en scène)
- 1989 : Roméo et Juliette (co-metteur en scène, scénographe, costumes)
- 1989 : Les Plaques tectoniques (2e adaptation, coauteur, metteur en scène, comédien)
- 1990 : La Visite de la vieille dame (metteur en scène)
- 1991 : Los Cincos Soles (metteur en scène)
- 1991 : Les Aiguilles et l'Opium (auteur, metteur en scène, comédien)[26]
- 1992 : Macbeth (metteur en scène)
- 1992 : La Tempête (metteur en scène)
- 1992 : A Midsummer Night's Dream (metteur en scène)
- 1992 : Le Cycle de Shakespeare : Macbeth, Coriolan, La Tempête (metteur en scène)
- 1992 : Alanienouidet (metteur en scène)
- 1993 : National Capitale Nationale (metteur en scène)
- 1993 : Shakespeare's Rapid Eye Movement (metteur en scène)
- 1994 : Les Sept Branches de la rivière Ota (metteur en scène, coauteur)
- 1994 : Ett Drömspel (metteur en scène, scénographe)
- 1994 : Noises, Sounds and Sweet Airs (metteur en scène)
- 1995 : Le Songe d'une nuit d'été (metteur en scène)
- 1995 : Elseneur (adaptation, metteur en scène, comédien)
- 1996 : Le Polygraphe (metteur en scène)
- 1998 : La Celestina (metteur en scène)
- 1998 : Kindertotenlieder (metteur en scène)
- 1998 : La Tempête (metteur en scène)
- 1998 : La Géométrie des miracles (coauteur, metteur en scène)
- 1999 : Jean-sans-nom (metteur en scène)
- 1999 : Zulu Time (metteur en scène)
- 2000 : La Face cachée de la Lune (auteur, metteur en scène, comédien)
- 2003 : La Trilogie des dragons (2e génération, coauteur, metteur en scène)
- 2004 : La Celestina (metteur en scène)
- 2004 : The Busker’s Opera (metteur en scène)
- 2005 : Projet Andersen (auteur, metteur en scène, comédien)
- 2005 : KÀ by Cirque du Soleil (directeur et scénariste)
- 2007 : Lipsynch (auteur, metteur en scène)
- 2008 : Le Dragon bleu (coauteur, metteur en scène, comédien)
- 2009 : Éonnagata (co-concepteur, interprète)
- 2010 : Totem du Cirque du Soleil (auteur, metteur en scène)
- 2012 : Jeux de cartes : PIQUE (coauteur, metteur en scène)
- 2013 : Jeux de cartes : CŒUR (coauteur, metteur en scène)
- 2013 : Les Aiguilles et l'Opium (2e adaptation, auteur, metteur en scène)
- 2015 : 887 (auteur, metteur en scène, comédien)
- 2016 : Quills (metteur en scène, comédien)
- 2018 : SLĀV
- 2019 : Coriolan (metteur en scène)
- 2019 : Kanata-Épisode I-La Controverse (metteur en scène)
- 2021 : Courville (auteur, metteur en scène, interprète)
- 2023 : "Quills" (metteur en scène, comédien)
- 2023 : Le Projet Riopelle (metteur en scène)
- 2024 : Courville (Auteur, Metteur en scène)
- 2024 : Glaube, Geld, Krieg und Liebe (metteur en scène avec le Schaubühne Ensemble de Berlin)[27]

#### Directeur artistique
- Macbeth
- Le Songe d'une nuit d'été
- Le Moulin à images
- La Bibliothèque, la nuit[28]

### En musique

#### Metteur en scène
- 1993 : Secret World Live (spectacle de Peter Gabriel)
- 2002 : Growing Up Live (spectacle de Peter Gabriel)

### Littérature
- La complainte des hivers rouges, Montréal, Léméac, 1974, n.p.  (ISBN 9782760901315)
- La face cachée de la lune, Québec, L'instant même, 2007, 76 p.  (ISBN 9782895022442)
- Le projet Anderson, Québec, L'instant même, 2007, n.p.  (ISBN 9782895024347)
- Le Moulin à images, Québec, Ex Machina, 2008, 92 p.  (ISBN 9782981067104)
- Le dragon bleu, Québec, Éditions Alto, 2011, n.p.  (ISBN 9782923550756)
- Le rossignol, renard et autres fables : une chinoise pour le XIe siècle, Québec, Éditions Alto, 2011, 64 p.  (ISBN 9782923550763)
- 887, Montréal, Québec Amérique, 2016, 152 p.  (ISBN 9782764433317)

## Prix et distinctions

### Lauréat
- 1984 : Recrue de l'année de la Ligue nationale d'improvisation
- 1984 : Étoile de la saison de la Ligue nationale d'improvisation
- 1986 : Étoile de la saison de la Ligue nationale d'improvisation
- 1986 : Prix du public de la Ligue nationale d'improvisation
- 1994 : Prix des arts de la scène du Gouverneur général
- 1995 : Prix Génie du meilleur film pour Le Confessionnal
- 1998 : Prix du meilleur long métrage au Festival du film de Toronto pour Nô[29]
- 2000 : Prix de la SORIQ[30]
- 2001 : Prix Paul-Hébert
- 2001 : Prix d'excellence des Arts et de la Culture dans la catégorie Prix de la meilleure mise en scène de la Fondation du Théâtre du Trident
- 2002 : Prix Herbert Whittaker Drama Bench
- 2003 : Prix Denise-Pelletier
- 2003 : Prix Gascon-Thomas
- 2005 : Masque de la production Québec pour Le Projet Andersen
- 2005 : Prix Samuel-de Champlain
- 2007 : Golden Mask de la meilleure production étrangère pour La Face cachée de la Lune
- 2007 : Prix Europe pour le théâtre[31]
- 2012 : Prix Eugene McDermott in the Arts at MIT[32]
- 2012 : Prix de la fondation de l’Opéra de Québec[33]
- 2014 : Prix Glenn Gould de la Fondation Glenn Gould
- 2019 : Prix Artiste pour la paix[34]

### Honneurs
- 1994 : Officier de l'Ordre du Canada
- 1999 : Officier de l'Ordre national du Québec
- 2001 : Honoré par l’Association des « World Leaders » au Harbourfront Centre (en)
- 2002 : Légion d’honneur (France)
- 2002 : Membre de l'Académie des Grands Québécois
- 2011 : Médaille de la Ville de Québec
- 2015 : Compagnon de l'Ordre des arts et des lettres du Québec

### Nomination
- 2013 : Prix Aurore[35]
- Molières 2019 : nomination au Molière du metteur en scène dans un spectacle de théâtre public pour Kanata – Épisode I – La Controverse